# Kei Koizumi
Kei Koizumi (小泉 慶 Koizumi Kei?), född 19 april 1995 i Adachi i Tokyo prefektur, är en japansk fotbollsspelare.
Koizumi började sin karriär 2014 i Albirex Niigata. Han spelade 110 ligamatcher för klubben. 2018 flyttade han till Kashiwa Reysol.